# Carollia
A Carollia az emlősök (Mammalia) osztályának a denevérek (Chiroptera) rendjébe, ezen belül a kis denevérek (Microchiroptera) alrendjébe és a hártyásorrú denevérek (Phyllostomidae) családjába tartozó nem.

## Tudnivalók
A Carollia-fajok Közép- és Dél-Amerikában élnek. Trinidad és Tobagót kivéve ezek a denevérek nem fordulnak elő a Karib-térségben. E nem fajai igen fontosak az újvilági trópusok flórabirodalom terjedésében. Mivel gyümölcsevő fajok, a magokat messze elviszik az anyanövénytől, így több pionír növény legfőbb terjesztői. Ilyen növények a következők: bors (Piper), Cecropia, csucsor (Solanum) és Vismia. A Carollia-fajok tápláléka nagyjából gyümölcsökböl áll, de a Carollia castanea, Carollia perspicillata és Carollia subrufa fajok rovarokkal is táplálkoznak. A fajok egyharmadát 2002 után írták le.

## Rendszerezés
A nembe az alábbi 9 faj tartozik:
- Carollia benkeithi
- Carollia brevicauda Schinz, 1821
- Carollia castanea H. Allen, 1890
- Carollia colombiana Cuartas, Muñoz & González, 2001
- Carollia manu
- Carollia monohernandezi
- Carollia perspicillata Linnaeus, 1758 - típusfaj
- Carollia sowelli Baker, Solari & Hoffmann, 2002
- Carollia subrufa Hahn, 1905

### Fordítás
- Ez a szócikk részben vagy egészben  a   Carollia című angol Wikipédia-szócikk fordításán alapul.  Az eredeti cikk szerkesztőit annak laptörténete sorolja fel. Ez a jelzés csupán a megfogalmazás eredetét és a szerzői jogokat jelzi, nem szolgál a cikkben szereplő információk forrásmegjelöléseként.